# Итагуатинс
Итагуатинс (порт. Itaguatins) — муниципалитет в Бразилии, входит в штат Токантинс. Составная часть мезорегиона Западный Токантинс. Входит в экономико-статистический микрорегион Бику-ду-Папагаю. Население составляет  6 029 человек на 2010 год. Занимает площадь 739,858 км². Плотность населения — 8,15 чел./км².

## Демография
Согласно сведениям, собранным в ходе переписи 2010 г. Национальным институтом географии и статистики (IBGE), население муниципалитета составляет:
| Полное население                               | Полное население                               | Полное население                               | Полное население                               | 6 029 |
| ---------------------------------------------- | ---------------------------------------------- | ---------------------------------------------- | ---------------------------------------------- | ----- |
| в том числе:                                   | Городское население                            | 3 396                                          | Процент городского населения, %                | 56,33 |
|                                                | Сельское население                             | 2 633                                          | Процент сельского населения, %                 | 43,67 |
|                                                | Мужское население                              | 3 104                                          | Процент мужского населения, %                  | 51,48 |
|                                                | Женское население                              | 2 925                                          | Процент женского населения, %                  | 48,52 |
| Плотность населения, чел/км²                   | Плотность населения, чел/км²                   | Плотность населения, чел/км²                   | Плотность населения, чел/км²                   | 8,15  |
| Население муниципалитета в % к населению штата | Население муниципалитета в % к населению штата | Население муниципалитета в % к населению штата | Население муниципалитета в % к населению штата | 0,44  |

По данным оценки 2016 года население муниципалитета составляет 6 035 жителей.

## Статистика
- Валовой внутренний продукт на 2003 составляет 10.792.284,00 реалов (данные: Бразильский институт географии и статистики).
- Валовой внутренний продукт на душу населения на 2003 составляет 1.645,42 реалов (данные: Бразильский институт географии и статистики).
- Индекс развития человеческого потенциала на 2000 составляет 0,617 (данные: Программа развития ООН).

## Важнейшие населенные пункты
| № | Населённый пункт | Населённый пункт (порт.) | Категория | Население чел. (2010) | На карте                       |
| - | ---------------- | ------------------------ | --------- | --------------------- | ------------------------------ |
| 1 | Итагуатинс       | Itaguatins               | город     | 3 396                 | 5°46′23″ ю. ш. 47°28′48″ з. д. |
| 2 | Рейс             | Reis                     | поселок   | 448                   | 5°46′12″ ю. ш. 47°41′59″ з. д. |
| 3 | Кокал-Гранди     | Cocal Grande             | поселок   | 317                   | 5°52′26″ ю. ш. 47°28′28″ з. д. |
| 4 | Кастаньейра      | Castanheira              | поселок   | 219                   | 5°40′48″ ю. ш. 47°34′04″ з. д. |
| 5 | Лагу             | Lago                     | поселок   | 161                   | 5°43′07″ ю. ш. 47°30′00″ з. д. |
| 5 | Бакури           | Bacuri                   | поселок   | 107                   | 5°47′35″ ю. ш. 47°43′24″ з. д. |